# Polagraphie
Polagraphie bezeichnet Bilder und andere Fotoprodukte, die auf der Basis von Sofortbildkameras insbesondere Polaroid erstellt werden.

## Geschichte und Praxis
Der Begriff Polagraphie kam etwa im Jahr 1980 auf, als Fotografen damit begannen, Polaroid SX-70 Bilder nach der Entwicklung auf verschiedenste Weise zu manipulieren. Dazu zählen das Kratzen, Bemalen und Auftrennen des Bildmaterials, um den chemischen Prozess bei der Entwicklung zu beeinflussen. Weitere Techniken sind das Emulsions-Lifting und das Imagetransfer-Verfahren mit Trennbild-Filmen von Polaroid. Der Begriff setzt sich zusammen aus Pola in Anlehnung an das Firmenprodukt Polaroid und Graphie.

## Verwandter Begriff
Ein alternativer Polagraphie-Begriff existierte bereits in den 1960er Jahren im sozialistischen Osteuropa, vgl. Grundlagen der Polagraphie von Heyrovsky, Jaroslav u. a., Akademie-Verlag Berlin 1965. Dieses Werk behandelt ähnlich wie das Werk Polagraphische Analyse von Tatjana Aleksandorvna Krjukova, Tatjana V. Arefera und Sofija Ilinicna Sinjakova einen heute nicht mehr gebräuchlichen Begriff aus der Elektrochemie.